# 可謬主義
可謬主義（かびゅうしゅぎ、英: Fallibilism）は、「知識についてのあらゆる主張は、原理的には誤りうる」という哲学上の学説。知識が絶対に確実であることは不可能であるとまで論ずる可謬主義者たちもいる。

## 概要
チャールズ・サンダース・パース、ジョン・デューイらプラグマティストたちが提唱した。彼らは基礎付け主義を非難するときに可謬主義を用いる。懐疑主義と違って、可謬主義は我々が知識を捨てる必要性を含意しない。我々は我々が知っていることを論理的に確実に正当化する根拠を持つ必要はない。むしろ可謬主義は、「経験的知識は、さらに観察をすることによって修正されうる」ということを理由に、我々が知識とみなしているものはどれも、誤りであることが判明する可能性があるということを承認することである。
可謬主義は、クセノパネス、ソクラテス、そしてプラトンを含むいく人かの古代の哲学者たちの見解の中にすでに存在していた。アカデメイア派は「人間は何事についても確信をもちえない」と考えたのだった。
可謬主義のいま一人の支持者はカール・ポパーで、彼は可謬主義的な諸前提に基づいて自分の知識論、つまり批判的合理主義 (critical rationalism) を打ち立てた。ウィラード・ヴァン・オーマン・クワインもまた可謬主義を採用したが、彼がそうしたのは、何よりも分析的言明と総合的言明の二分法を非難するためだった。ユルゲン・ハーバーマスは真理の合意説を前提に、可謬主義をとる。ヒラリー・パトナムも可謬主義をとる。
パースは、真理の基準を研究者集団における研究者の意見の一致に求めたが、研究が究極的な一致に向けて収束するかについて主張の相違がある。ポパー、ハーバーマス、パトナムは収束を認めるが、リチャード・ローティ、トーマス・クーンは収束を認めない。
（数学的知識や論理的知識のような）公理的に真であることを例外とする可謬主義者たちもいる。ほかの可謬主義者たちはそれら公理的に真であることについても同様に可謬主義者であるが、その理由は、たとえそれらの公理的な学説がある意味で不可謬なのだとしても、我々はそれらの学説と連動するときに誤ることができるということである。批判的合理主義者ハンス・アルバート (Hans Albert) によると、論理学や数学においてさえ、どの真理であろうと確実に証明することは不可能である。この議論はミュンヒハウゼンのトリレンマと呼ばれている。